# Ana Maria Teodorescu
Ana Maria Teodorescu est une astronome roumaine. Ses recherches comprennent la modélisation de l'évolution des binaires X et la découverte de nébuleuses planétaires dans des galaxies elliptiques.
Elle est l'épouse de l'astronome italien Fabrizio Bernardi, qui a co-découvert l'astéroïde (65001) Teodorescu, qu'il a nommé en son honneur.